# Bijacovce
Bijacovce este o comună slovacă, aflată în districtul Levoča din regiunea Prešov. Localitatea se află la altitudinea de 513 m deasupra n.m., se întinde pe o suprafață de 16,6 km2 și în 2017 număra 949 de locuitori.

## Istoric
Localitatea Bijacovce este atestată documentar din 1258.

## Demografie
| An:                | 1994 | 2004   | 2014    | 2024   |
| ------------------ | ---- | ------ | ------- | ------ |
| Număr de persoane: | 775  | 838    | 929     | 971    |
| Diferență:         |      | +8,12% | +10,85% | +4,52% |

| An:                | 2023 | 2024   |
| ------------------ | ---- | ------ |
| Număr de persoane: | 970  | 971    |
| Diferență:         |      | +0,10% |